# 梁漢黙

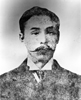
梁漢黙

梁 漢黙（ヤン・ハンムク、朝鮮語: 양한묵、1862年 - 1919年5月16日）は韓国の独立運動家。雅名は芝江。本貫は済州梁氏。

## 生涯
全羅南道海南郡出身。地方の税務官吏として働いてから辞職し、北京と日本を旅行し、日本に亡命中だった天道教(当時東学) 教主孫秉煕と開化派官僚出身の権東鎮・呉世昌などに会って天道教に入った。
1904年に日露戦争が起こると、日本に泊まりながら国内に進歩会を結成して、断髪を勧め、内政改革を促すなど啓蒙運動を広げたが、この時李容九の一進会系列が親日派に変身した事件があった。亡命中だった天道教の仲間に先立って帰国し、一進会に対抗するために・李儁や尹孝定と一緒に共進会・憲政研究会を組織した。憲政研究会は近代的な憲政研究やを行った啓蒙団体で立憲君主制を主張し、'憲政要義'を著わして皇城新聞に連載した。以後張志淵・羅寿淵が大韓自強会で受け継いだ。
孫秉熙、権東鎮、呉世昌が帰国後、また天道教基盤啓蒙運動に帰って来る。1909年天道教법도사に任命されて天道教教理書の'大宗正義'・'무체법경'などを著わした。孫秉熙の教育運動に積極同調して普成専門学校・普成中学校・同徳女子高等学校など近代教育機関の引受と経営に参加し、1919年の三・一運動では民族代表33人の一人として参加して逮捕され、西大門監獄で死亡した。民族代表33人は懲役3年刑が最高であり、大部分が無事に釈放され、唯一の獄死者である。1962年に建国勲章大統領章が追贈された。

## 著書
著書では天道教経典《東経大全》を解説した教理書《東経演義》(1907)がある。